# Distretto di Ėrdėnėsant
Il distretto di Ėrdėnėsant è uno dei ventisette distretti (sum) in cui è suddivisa la provincia del Tôv, in Mongolia. Conta una popolazione di 5.010 abitanti (censimento 2007). 